# Патрис, Луи
Луи́ Патри́с (фр. Louis Patris; род. 7 июня 2001, Жамблу, Валлония) — бельгийский футболист, защитник клуба «Сент-Трюйден».

## Клубная карьера
Патрис — воспитанник клубов льежского «Стандарда» и «Ауд-Хеверле Лёвен». 1 марта 2021 года в матче против «Антверпена» он дебютировал в Жюпиле лиге в составе последнего. 7 августа 2022 года в поединке против «Антверпена» Луис забил свой первый гол за «Ауд-Хеверле Лёвен».
8 июля 2023 года стал игроком клуба «Андерлехт».